# 社会语言学
社會語言學是语言学的一门分支學科。社会语言学主要研究社會的各層面（包含文化準則、社會規範或对话情境）對語言運用的影響以及语言对社会的影响。
社会语言学侧重于社会对语言的影响，因而不同于侧重于语言对社会的影响的语言社会学（sociology of language）。社会语言学的研究内容与语用学非常相似。传统上来说， 社会语言学也与語言人類學非常相近。近期，有学者对这两个学科的区分提出了质疑，认为两者应该是互补的关系。
具体来说，社會語言學研究不同社会群体（如不同族群、宗教、社会阶层、性別、教育程度、年紀等）所使用的语言的不同，以及这些社会属性是如何被创造出来，并用来區分一個人在社會階層中的地位的。

## 历史
社会语言学的思想发端于索绪尔，法国社会学派和布拉格学派对社会语言学的发展做出了很大贡献。但是最早提出社会语言学（sociolinguistics）的概念的是美国语言学家丘里（H. Currie），他在1952年发表的论文《社会语言学的设计：语言和社会阶层的关系》（"A Projection of Sociolinguistics:the Relationship of Speech to Social Status"）中使用过。1962年，苏联的有关文献中也开始使用这一术语。
社会语言学这门学科大约诞生于1964年，是因为美国与该年出版了由海默斯（D. Hymes）编纂的《在文化与社会中的语言：语言学与人类学的相关读物》（Language in Culture and Society: A reader in Linguistic and Anthropology）等多部社会语言学著作。此书收录了20世纪20年代起发表的有关语言的社会功能和社会意义的名著69篇以及长达39页的书目。同年5月间，布萊特（W. Bright）主持召开了首次社会语言学研讨会。是年夏季，美国语言学会语言学讲习班上，各路专家一致赞成以社会语言学命名这门交叉学科。是年秋季，美国社会科学研究院组成社会语言学委员会。
不过也有说法认为1966年出版的会议论文集《社会语言学》是其标志。

## 研究范围
社会语言学研究的是语言的社会本质和差别，以及他们的社会因素。在传统的语言地理学中也有相同的研究，但是自社会语言学出现以后，这些内容都算做社会语言学的范畴了。
对社会本质的研究包括：
- 语言的社会本质的特点及其规律
- 语言、意识、社会在起源上的相互关系
- 民族语言和民族形成的关系
- 民族共同语的形成与社会发展的关系
- 语言演变与社会演变的关系

对语言差异的研究包括：
- 标准语与方言、行话的差异
  - 发音差异
  - 用词差异
  - 地位差异
- 同一语言在不同国家、地区以及社会所产生的差异
  - 例如：英语在不同国家或地区的传播中产生了变异，出现了美式英语、港式英语、新加坡式英语等
- 同一国家或社会中通行几种语言所造成的差异
  - 例如：有两种或两种以上官方语言的国家或地区，如加拿大（英语、法语）、馬來西亞（英语、汉语、马来语）
- 不同的语言使用者在语言运用上的差异
  - 例如：性别差异导致男女使用有差异的语言。
- 社会场所不同所使用的语言的差异
  - 例如：一般中国人在家庭环境中使用家乡方言，在工作学习时用普通话。

## 研究方法
调查研究法对各地区、各行业、各阶层等人的语言运用进行考察。数学分析法对口语材料和文献资料进行数学统计和数理分析。对比研究法分析社会因素、研究语言差异。实验分析法用语音或心理实验仪器对语言差异进行实验分析，并作出定量和定性的描述。

## 分支学科
社会语言学与语言学、社会学、心理学、人类学、民族学、社会心理学等学科互相影响并产生了一些分支学科：
- 一般社会语言学
- 具体社会语言学
- 历史社会语言学
- 透视社会语言学
- 比较社会语言学
- 语际语言学

## 功用
社会语言学的研究可以为国家制定标准语、文字以及语言政策、语言计划、语言教学，还可以帮助选择国家的官方语言，名词术语的规范统一。

## 變異學派
變異學派（variationalist sociolinguistics）側重於語言的變異（variation）。對於理論語言學而言，語言的變異可能會受到語言內部的因素影響，如音韻環境，而其他無透過語言內部機制解釋的，稱作自由變異（free variation）。變異學派的社會語言學者則認為，所有的自由變異都能從社會層面獲得解釋。

### 第一波變異學派

#### 語言與社會階層
威廉·拉波夫的《纽约市英语的社会分层》
威廉·拉博夫在他的社会语言学著作《纽约市英语的社会分层》中引用了统计学的控制变量方法，控制语言变量及社会变量，研究纽约市的社会阶层情况。他认为英语中的[r]音在纽约社会是一个很关键的发音，可以区分社会阶层。他选取了“fourth floor（四楼）”这一英语词组，在纽约市的三种档次服装店中，假装是问路人进行访问。这三家服装店按服装的平均价位从高到低排列分别是：Saks、macy's和S.Klein。他事先已知道四楼是卖女装，但是在问路时还是装着不知道的样子。他会先问一句：“不好意思，想请问一下卖女装的在几楼？”当对方第一次回答：“Fourth floor”他假装没听清又问了一遍，仔细听对方的第二句“Fourth floor”，然后就在一个没人看见的地方偷偷记录两次回答的差异。这是一种很巧妙的诱导方法，他还可以得到人在不留心说话和留心说话的差别。
原先他预计[r]音会随着年龄的增长而增多，随着社会等级（根据光顾的服装店的价位高低确定其阶层的高低）的提高而增多。可结果却显示：年龄越偏轻的人说的[r]音越多，并且说[r]音最多的是中产偏下的阶层（lower middle class）的人，而不是最高阶层（upper class）和中产偏上阶层（upper middle class）的人。他解释道，这是因为对语言过于讲究（hypercorrection）造成的。他认为[r]音是上层社会的语言标志，中产偏下阶层的人非常急切地想要达到上流社会的语言标准，于是就在自身英语中刻意添加[r]音却导致不是[r]音的也带上了[r]音。不过他的这一结论引起了一些语言学家的争议。他们认为人的发音还会受到生理、方言等因素的影响。

### 第二波變異學派
威廉·拉博夫的學生Penelope Eckert （页面存档备份，存于）主張，除了從大尺度面向的社會類別著手，特定文化脈絡中的社會類別也可能影響語言的變異。她在底特律一所高中中發現，Burnouts和Jocks兩個學生群體的劃分，也反映在他們的語言變異上。

### 第三波變異學派
第三波變異學派除了關心大尺度或小尺度社會類別如何影響語言變異外，也反過來關心語言變異怎麼樣成為一種社會符號系統（social semiotics），由語言使用者用以驅動社會改變。

### 引用
1. ↑  Gumperz, John J.; Cook-Gumperz, Jenny. . Journal of Sociolinguistics. 2008-09, 12 (4): 532–545  [2022-01-12]. doi:10.1111/j.1467-9841.2008.00378.x. （原始内容存档于2022-01-12） （英语）.

## 延伸閱讀
- Chambers, J. K. . Malden: Wiley Blackwell. 2009. ISBN 978-1-4051-5246-4.
- Darnell, Regna. . Edmonton: Linguistic Research. 1971. OCLC 540626.
- Kordić, Snježana.  [Pluricentric languages, Ausbau languages, Abstand languages and the Serbo-Croatistics]. Zeitschrift für Balkanologie. 2009, 45 (2): 210–215  [11 April 2013]. ISSN 0044-2356. OCLC 680567046. ZDB-ID 201058-6. （原始内容存档 (PDF)于2012年8月4日） （德语）.
- ——.  [Language and Nationalism]. Madrid: Euphonía Ediciones. 2014: 416  [26 July 2015]. ISBN 978-84-936668-8-0. OL 16814702W. （原始内容存档于2019-11-03） （西班牙语）. 外部链接存在于|publisher= (帮助)
- Labov, William.  3 volume set. Malden: Wiley Blackwell. 2010. ISBN 978-1-4443-2788-5.
- Lakoff, Robin Tolmach. . University of California Press. 2000  [2018-02-13]. ISBN 978-0-520-92807-7. （原始内容存档于2019-06-08）.
- Meyerhoff, Miriam. . Taylor & Francis. 2011. ISBN 978-1-135-28443-5.
- Milroy, Lesley; Gordon, Matthew. . John Wiley & Sons. 2008. ISBN 978-0-470-75820-5.
- Paulston, Christina Bratt; Tucker, G. Richard. . Dallas: SIL International. 2010. ISBN 978-1-55671-253-1.
- Tagliamonte, Sali. . Cambridge University Press. 2006. ISBN 978-0-521-77818-3.
- Trudgill, Peter. . Penguin. 2000. ISBN 978-0-14-192630-8.
- Watts, Richard J. . Cambridge University Press. 2003. ISBN 978-0-521-79406-0.

## 外部連結
- 中的“Applied Linguistics”
- . The North Carolina Language and Life Project.   [2018-02-13]. （原始内容存档于2016-06-24）.
- Sociolinguistics: an interview with William Labov ReVEL, vol. 5, n. 9, 2007.